# Yalaing Terra
L'Yalaing Terra è una struttura geologica della superficie di Titano.